# 艾華路·艾比路亞
阿爾法羅·艾比路亞·科卡（西班牙語：Álvaro Arbeloa Coca，發音：[ˈalβaɾo aɾβeˈloa ˈkoka]；1983年1月17日—），出生於西班牙薩拉曼卡，是一名已退役西班牙足球運動員，司職後衛。

## 球會

### 皇家馬德里
艾比路亞青年時已經是皇家馬德里的學徒球員，自16歲起已為皇家馬德里效力，曾跟隨賓尼迪斯執教的皇馬青年隊。後來被提升至預備組，曾經在一隊踢過2場比賽。
至2006年7月24日，艾比路亞為爭取更多上陣機會，跟隨隊友蘇達度一起離開皇家馬德里，而他就加盟拉科鲁尼亚，簽約5年。

### 利物浦

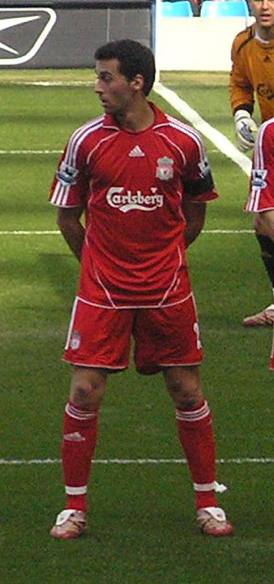
2007年的艾比路亞

利物浦在購入艾比路亞前，曾有意購入西維爾巴西右後衛丹尼尔·阿尔维斯，但在2007年1月31日，艾比路亞加盟紅軍，並穿上2號球衣，令不少球迷意外，認為只是如荷西美般的失敗收購。相反地，艾比路亞短時間內已融入球隊，他的穩定表現更動搖其他隊員的地位。
艾比路亞的轉會費約250萬鎊，皇馬能獲取當中五成。他在2月10日的英超賽事對紐卡素首次為紅軍上陣，入替賓納。他首次踢足全場的比賽是一場重要的歐聯賽事，客場對巴塞隆拿，當時他串演左後衛。艾比路亞本為一名慣用右腳的球員，賓尼迪斯以戰術理由將他調任左後衛，以箝制巴塞隆納的阿根廷球星美斯，阻止其中路突破。該場比賽艾比路亞成功地遏制美斯，令紅軍以2:1擊敗上屆冠軍巴塞隆納。
他在2007年4月7日對雷丁的英超聯賽中，射入效力利物浦以來的第一個入球。同時，該球是為英超成立以來，利物浦第一個穿2號球衣入球的球員。利物浦上一任穿2號球員是軒索斯，為一名絕少助攻的中堅。
艾比路亞在卡斯蒂利亚及拉科鲁尼亚時，都是17號球衣的所有者，然而他加盟時17號已為比拿美所擁有。2007-08球季，比拿美離開利物浦，艾比路亞重獲17號球衣。
2007-08季初的数場英超賽事，艾比路亞均出任左後衛位置，其出色表現把前主力懷斯挤到了左中場位置，甚至退居後備。9月份對德比郡的聯賽，艾比路亞與對方球員身體碰撞後倒地，法根乘機踩踏艾比路亞的小腿位置，最終賽會決定判處法根停賽四場。
由於芬倫的狀態下滑，加上受傷較多，艾比路亞已經取代了芬倫的右後衛位置，成為利物浦的主力。

### 重返皇家馬德里
在2009年7月29日，艾比路亞以轉會費350萬英鎊返回母會效力。第一個球季上陣30場聯賽，基本都是客串左閘。這是因為當時皇馬在此一位置上缺乏選擇空間。
第二個球季摩連奴入主伯納烏，艾比路亞的角色開始吃重，不但擔任左閘，且又打右閘。到2011-12年球季，他獲得了常規正選位置，受摩連奴重用，並常以右閘身份出賽。
及後摩連奴在執教皇馬的第三個球季，與隊中幾名大牌明星鬧翻，被迫離去，艾比路亞地位開始受到動搖，加上年齡漸長，於2015-16球季，更僅上陣6場聯賽。隨後艾比路亞確認離開皇馬。

### 西汉姆联
2016年8月31日，艾比路亞加盟英格蘭超級聯賽球隊西汉姆联，直至2016/17年球季結束。

## 國家隊
2008年2月公布的西班牙國家足球隊入選名單中，艾比路亞首次入選國家隊，準備與法國的一場友誼賽。然而，他的腹部傷患令他不得不退出國家隊這次比賽。同年3月，艾比路亞終於再獲入選國家隊機會，在3月26日對意大利的友誼賽中，後備上陣。
艾比路亞憑在利物浦出色表現，開始穩定入選了西班牙國家隊，奪得2008年歐洲國家盃冠軍。2010年，艾比路亞再一次代表國家隊捧起世界盃。2012年，阿又隨西班牙隊完成了歐洲國家杯的連霸，然而，他是西班牙隊決賽先發11人中唯一沒有入選賽事最佳陣容的人。

## 榮譽
皇家马德里
- 西班牙甲組聯賽冠軍（2012年）
- 歐洲聯賽冠軍盃冠軍（2014年、2016年）
- 西班牙超級盃冠軍（2012年）
- 西班牙國王盃冠軍（2011年、2014年）
- 欧洲超级杯 冠軍（2014年）
- 世界冠軍球會盃冠軍（2014年）

西班牙國家隊
- 歐洲國家盃 冠軍：2008年、2012年
- 世界盃 冠軍：2010年

## 外部連結
- 利物浦官方網站 艾比路亞檔案（英文）
- soccerbase 艾比路亞數據（英文）
- Transfer to Liverpool FC (Spanish) （页面存档备份，存于）（西班牙文）
- 艾比路亞個人網頁（英文）
- 艾比路亞個人網頁（西班牙文）
- "This Is Anfield" 球員檔案 （页面存档备份，存于）（英文）
- "LFChistory.net" 球員檔案 （页面存档备份，存于）（英文）